# Argentína a 2002. évi téli olimpiai játékokon
Argentína az egyesült államokbeli Salt Lake Cityben megrendezett 2002. évi téli olimpiai játékok egyik részt vevő nemzete volt. Az országot az olimpián 5 sportágban 11 sportoló képviselte, akik érmet nem szereztek.

## Alpesisí
Férfi
| Versenyző               | Versenyszám            | 1. futam | 1. futam | 2. futam | 2. futam | Összesítés | Összesítés |
| Versenyző               | Versenyszám            | Idő      | Hely.    | Idő      | Hely.    | Idő        | Helyezés   |
| ----------------------- | ---------------------- | -------- | -------- | -------- | -------- | ---------- | ---------- |
| Cristian Simari Birkner | Lesiklás               |          |          |          |          | kizárták   | kizárták   |
| Cristian Simari Birkner | Műlesiklás             | 51,55    | 23.      | 55,27    | 17.      | 1:46,82    | 17.        |
| Cristian Simari Birkner | Óriás-műlesiklás       | 1:16,00  | 43.      | 1:13,79  | 30.      | 2:29,79    | 30.        |
| Nicolás Arsel           | Lesiklás               |          |          |          |          | 1:49,75    | 52.        |
| Nicolás Arsel           | Szuperóriás-műlesiklás |          |          |          |          | 1:28,55    | 30.        |
| Agustín García          | Szuperóriás-műlesiklás |          |          |          |          | 1:30,59    | 32.        |

| Versenyző               | Versenyszám | Lesiklás | Lesiklás | Műlesiklás    | Műlesiklás    | Műlesiklás | Műlesiklás | Műlesiklás | Műlesiklás | Összesítés | Összesítés |
| Versenyző               | Versenyszám | Lesiklás | Lesiklás | 1. futam      | 1. futam      | 2. futam   | 2. futam   | Össz.      | Össz.      | Összesítés | Összesítés |
| Versenyző               | Versenyszám | Idő      | Hely.    | Idő           | Hely.         | Idő        | Hely.      | Idő        | Hely.      | Idő        | Helyezés   |
| ----------------------- | ----------- | -------- | -------- | ------------- | ------------- | ---------- | ---------- | ---------- | ---------- | ---------- | ---------- |
| Nicolás Arsel           | Összetett   | 1:48,12  | 39.      | 51,24         | 19.*          | 57,22      | 20.        | 1:48,46    | 18.        | 3:36,58    | 23.        |
| Agustín García          | Összetett   | 1:49,77  | 41.      | nem ért célba | nem ért célba | kiesett    | kiesett    | kiesett    | kiesett    | kiesett    | kiesett    |
| Cristian Simari Birkner | Összetett   | kizárták | kizárták | kiesett       | kiesett       | kiesett    | kiesett    | kiesett    | kiesett    | kiesett    | kiesett    |

Női
| Versenyző                  | Versenyszám            | 1. futam      | 1. futam      | 2. futam | 2. futam | Összesítés | Összesítés |
| Versenyző                  | Versenyszám            | Idő           | Hely.         | Idő      | Hely.    | Idő        | Helyezés   |
| -------------------------- | ---------------------- | ------------- | ------------- | -------- | -------- | ---------- | ---------- |
| María Belén Simari Birkner | Lesiklás               |               |               |          |          | 1:46,97    | 35.        |
| María Belén Simari Birkner | Műlesiklás             | 59,59         | 39.*          | 1:00,99  | 31.      | 2:00,58    | 31.        |
| María Belén Simari Birkner | Óriás-műlesiklás       | 1:20,65       | 42.           | 1:18,69  | 33.      | 2:39,34    | 34.        |
| Macarena Simari Birkner    | Lesiklás               |               |               |          |          | 1:46,77    | 34.        |
| Macarena Simari Birkner    | Műlesiklás             | nem ért célba | nem ért célba | kiesett  | kiesett  | kiesett    | kiesett    |
| Macarena Simari Birkner    | Óriás-műlesiklás       | 1:21,87       | 47.           | 1:19,68  | 39.      | 2:41,55    | 39.        |
| Macarena Simari Birkner    | Szuperóriás-műlesiklás |               |               |          |          | 1:20,24    | 31.        |

| Versenyző                  | Versenyszám | Műlesiklás | Műlesiklás | Műlesiklás | Műlesiklás | Műlesiklás | Műlesiklás | Lesiklás | Lesiklás | Összesítés | Összesítés |
| Versenyző                  | Versenyszám | 1. futam   | 1. futam   | 2. futam   | 2. futam   | Össz.      | Össz.      | Lesiklás | Lesiklás | Összesítés | Összesítés |
| Versenyző                  | Versenyszám | Idő        | Hely.      | Idő        | Hely.      | Idő        | Hely.      | Idő      | Hely.    | Idő        | Helyezés   |
| -------------------------- | ----------- | ---------- | ---------- | ---------- | ---------- | ---------- | ---------- | -------- | -------- | ---------- | ---------- |
| María Belén Simari Birkner | Összetett   | 49,29      | 23.        | 46,69      | 21.        | 1:35,98    | 22.        | 1:19,94  | 24.      | 2:55,92    | 20.        |
| Macarena Simari Birkner    | Összetett   | 48,14      | 19.        | 45,55      | 17.        | 1:33,69    | 18.        | 1:19,21  | 20.      | 2:52,90    | 17.        |

* - egy másik versenyzővel azonos eredményt ért el

## Biatlon
Férfi
| Versenyző      | Versenyszám  | Lövőhiba    | Időeredmény | Helyezés |
| -------------- | ------------ | ----------- | ----------- | -------- |
| Ricardo Oscare | 10 km sprint | 3 (0+3)     | 30:00,2     | 81.      |
| Ricardo Oscare | 20 km egyéni | 6 (2+2+1+1) | 1:02:08,1   | 80.      |

Női
| Versenyző      | Versenyszám   | Lövőhiba     | Időeredmény | Helyezés |
| -------------- | ------------- | ------------ | ----------- | -------- |
| Natalia Lovece | 7,5 km sprint | 8 (3+5)      | 29:33,2     | 73.      |
| Natalia Lovece | 15 km egyéni  | 12 (4+2+2+4) | 1:09:56,8   | 69.      |

## Síakrobatika
Ugrás
| Versenyző   | Versenyszám | Selejtező | Selejtező | Döntő   | Döntő    |
| Versenyző   | Versenyszám | Pont      | Helyezés  | Pont    | Helyezés |
| ----------- | ----------- | --------- | --------- | ------- | -------- |
| Clyde Getty | Férfi       | 117,02    | 25.       | kiesett | kiesett  |

## Szánkó
| Versenyző        | Versenyszám | 1. futam | 1. futam | 2. futam | 2. futam | 3. futam | 3. futam | 4. futam | 4. futam | Összesítés | Összesítés |
| Versenyző        | Versenyszám | Idő      | Hely.    | Idő      | Hely.    | Idő      | Hely.    | Idő      | Hely.    | Idő        | Helyezés   |
| ---------------- | ----------- | -------- | -------- | -------- | -------- | -------- | -------- | -------- | -------- | ---------- | ---------- |
| Rubén González   | Férfi egyes | 48,180   | 46.      | 47,819   | 44.      | 48,533   | 45.      | 48,276   | 42.      | 3:12,808   | 41.        |
| Marcelo González | Férfi egyes | 47,314   | 44.      | 46,931   | 38.      | 46,883   | 41.      | 53,431   | 47.      | 3:14,559   | 43.        |

## Szkeleton
| Versenyző       | Versenyszám | 1. futam | 1. futam | 2. futam | 2. futam | Összesítés | Összesítés |
| Versenyző       | Versenyszám | Idő      | Hely.    | Idő      | Hely.    | Idő        | Helyezés   |
| --------------- | ----------- | -------- | -------- | -------- | -------- | ---------- | ---------- |
| Germán Glessner | Férfi       | 55,40    | 26.      | 57,25    | 26.      | 1:52,65    | 26.        |